# شعب تاروكو
شعب تاروكو ( (بالصينية: 太魯閣族; البينيين: Tàilǔgézú)، المعروف أيضًا باسم شعب تروكو، هو شعب تايواني أصلي. تاروكو هو أيضًا اسم المنطقة في تايوان التي يقيم فيها شعب تاروكو. اعترف المجلس التنفيذي لجمهورية الصين رسميًا بالتاروكو منذ 15 يناير 2004. التاروكو هم المجموعة الأصلية ال12 في تايوان التي حصلت على هذا التقدير.
سابقا تم تصنيف شعب تاروكو وشعب الصديق المرتبط به في مجموعة أتايال. طالب شعب التاروكو بوضع منفصل لأنفسهم في حملة "تصحيح الاسم".

## شخصيات بارزة
- بوكيه كوسانج، ممثل ومغني
- تشين تاو مينغ، سياسي
- لين يويه هان، لاعب كرة قدم
- تسينج شو تشين، مغني

## الملابس
ملابس شعب تروكو تصنع غالبًا من الكتان، وأحيانًا من الصوف والقطن. تشمل عملية التصنيع مراحل مثل الغزل والتبييض، ثم تنسج النساء الكتان بألوان رئيسية كالاخضر، الأصفر، الأحمر، الأسود، والأبيض. عادة ما تتكون ملابس الرجال من سترة مربعة بدون أكمام تحتوي على جيب على الصدر. يتضمن نظام الملابس المربعة هذا شرائط طويلة مخيطة في قماش رامي أبيض. يتم تثبيت حزامين على طرفي الحافة العلوية لجيب الصدر، إلى جانب حزامين آخرين على كل جانب، مما يسهل التثبيت خلف الرقبة والظهر. يتميز الزعماء والمحاربون بارتداء ملابس مصنوعة من الصدف ومزينة بزخارف أسطوانية من الصدف.
يتألف الزي الشائع للنساء من غطاء رأس أسود مزين بأشكال ماسية ملونة، وقميص أزرق زاهي، وتنورة سوداء، مثبتة بشريطين حول الصدر والخصر. بالإضافة إلى ذلك، ترتدي النساء سروالين أسودين حول الساقين والكاحلين. على الرغم من تنوع التقنية والأسلوب والملمس بين المناطق، يتفق شعب تروكو عالميًا على استخدام الخطوط الهندسية وأنماط المعين كرموز تعكس معتقداتهم. تشير الخطوط الأفقية إلى الطريق نحو الجسر الروحي، في حين يرمز نمط المعين إلى العين الساهرة للروح السلفية، التي تعبر عن الحماية.

## روابط خارجية
- الحكومة الرسمية [1]
- الموقع الرسمي للحكومة متخصص
- مقالة صحفية

1. ↑  "Kanakanavu people". Council Government Website. مؤرشف من الأصل في 2025-01-13.